# Спірс (Пенсільванія)
Спірс (англ. Speers) — місто (англ. borough) в США, в окрузі Вашингтон штату Пенсільванія. Населення — 1088 осіб (2020).

## Географія
Спірс розташований за координатами 40°7′17″ пн. ш. 79°52′44″ зх. д. / 40.12139° пн. ш. 79.87889° зх. д. (40.121463, -79.878912).  За даними Бюро перепису населення США в 2010 році місто мало площу 2,83 км², з яких 2,51 км² — суходіл та 0,32 км² — водойми.

## Демографія
Згідно з переписом 2010 року, у селищі мешкали 1154 особи в 539 домогосподарствах у складі 336 родин. Густота населення становила 408 осіб/км².  Було 574 помешкання (203/км²).
Расовий склад населення:
| - 95,8 % — білих - 1,9 % — чорних або афроамериканців - 0,6 % — азіатів - 0,2 % — корінних американців - 0,1 % — вихідців з тихоокеанських островів |

До двох чи більше рас належало 1,2 %. Частка іспаномовних становила 0,5 % від усіх жителів.
За віковим діапазоном населення розподілялося таким чином: 15,3 % — особи молодші 18 років, 61,1 % — особи у віці 18—64 років, 23,6 % — особи у віці 65 років та старші. Медіана віку мешканця становила 50,3 року. На 100 осіб жіночої статі у селищі припадало 93,0 чоловіків;  на 100 жінок у віці від 18 років та старших — 91,4 чоловіків також старших 18 років.
Середній дохід на одне домашнє господарство  становив 62 795 доларів США (медіана — 51 103), а середній дохід на одну сім'ю — 73 189 доларів (медіана — 56 023). Медіана доходів становила 44 583 долари для чоловіків та 50 455 доларів для жінок. За межею бідності перебувало 14,2 % осіб, у тому числі 33,7 % дітей у віці до 18 років та 9,7 % осіб у віці 65 років та старших.
Цивільне працевлаштоване населення становило 554 особи. Основні галузі зайнятості: освіта, охорона здоров'я та соціальна допомога — 35,7 %, виробництво — 10,6 %, роздрібна торгівля — 10,3 %.